# Музей кобзарства Криму та Кубані
При Кримському державному гуманітарному інституті функціонує Музей кобзарства Криму та Кубані.
Творцем музею та його завідувачем був відмінник народної освіти Української РСР (1971 р.), заслужений працівник культури України (1993 р.) Нирко Олексій Федорович (1926—2005).
Збір експонатів до музею було розпочато 1964 року. В основне їх число входять давні бандури кустарного виготовлення, а також найрізноманітніші документи та матеріали, причетні до кобзарства досліджуваного регіону.
Тут і окремі деталі бандур, і інструменти, якими робились бандури, світлини, листування, книги, журнали з відомостями про майстрів та бандуристів, спогади сучасників тощо.

## Експозиції
В експозиції музею зберігаються бандури таких майстрів і бандуристів:
1. Бандура 2-ї пол. XIX ст. Майстер невідомий. Бандурист-кобзар — Лудильник Карпо з м. Сімферополя (близько 1860—1940 рр.). Передав у 1994 р. у дар музею сімферопольський український скульптор Валерій Кольцов.
2. Бандура №2. поч. XX ст. Майстер і бандурист Цемко Андрій Павлович (1878, м. Ялта −1956, м. Ялта). Придбана 1966 р. в Ялті за 15 крб. у Ніни Такової, племінниці А. Цемка.
3. Бандура 10-х рр. XX ст. «Столярный и музыкальный мастеръ Александръ Самуиловичъ Корниевский, г. Мена, Черниговской губерніи» (1889, с. Данилівка, Чернігівської губернії. — 1998, м. Корюківка, Чернігівської області). Бандурист — Лазаренко Володимир Семенович (1900, ст-ця Канівська — 1994, ст-ця Канівська). Придбана у бандуриста 1981 р. за 25 крб.
4. Бандура, сконструйована 29 лютого[джерело?] 1914 р. «Майстер — Боровик П. з м. Остер, Чернігівської губернії.» Бандурист — Попов (Попенко) Олександр Іванович (1881, м. Купіїваха, під Харковом — 1941, м. Київ). Передана в дар музею 1966 р. ялтинкою, донькою бандуриста Ганною Могилевич, 1920 р. н.
5. Бандура 1914. Майстер — Герижван-Латій Іван Григорович (2-га пол. XIX ст. українсько-молдавське село Дмитрівка на Бузі, Херсонської губернії. — І пол. XX ст., очевидно, там само). Бандурист — Шалений-Шуер Володимир Рейнгольдович (1891, м. Гельсінгфорс — 1980, м. Ялта). Придбана 1964 р. у бандуриста за 10 крб.
6. Діатонічна бандура з м. Кракова. Сконструйована після Першої світової війни невідомим майстром-емігрантом з Великої України (можливо, кубанцем). Ймовірно, одна з бандур Михайла Яковича Теліги (1900, ст. Ахтирська — 1942, м. Київ, Бабин Яр). Передав в дар музею 1988 року бандурист Петро Лахтюк з м. Щеціна, Польща.
7. Бандура поч. 20-х рр. XX ст. Майстер Сніжний Йосип. (бл. 1890 р. м. Вільшана, Полтавської губернії. — 1960, Буенос-Айрес (Аргентина). Бандурист — Шемет Пантелеймон Петрович (1905, ст. Канівська — 1984, м. Київ). Бандура куплена за 50 крб. в дружини П. Шемета Данилівської Октавії Марківни (Київ, 1985 р.)
8. Бандура №3. Хроматична. Модель 20-х рр. XX ст. Майстер — «Ів. Пр. К., м. Кобиляки.» Бандурист — Цемко Андрій Павлович (1878—1956). Передана в дар музею 1966 р. племінницею А. Цемка Катериною Альохіною.
9. Бандура 20-х рр. XX ст. невідомого майстра з Лівобережної України. Бандурист з Криму — Ковальський Марко Лукич (10.10.1906, с. Преображенка, Херсонської губернії. — 1986, с. Чаплинка, Херсонської області). Придбана в музей від М. Ковальського.
10. Бандура поч. 20 рр. XX ст. Майстер — Німченко Кузьма Павлович (1899, ст-ця Пашківська — 1973, ст-ця Пашківська). Бандурист — Німченко Ілля Іванович (1925 р. н., ст-ця Пашківська). Придбана 1989 р. за 100 крб. в І.Німченка.
11. Бандура 1923 р. — одна з перших хроматичних моделей на Кубані. Майстер — Гусар Григорій (80 рр. XIX ст., ст-ця Канівська — І пол. XX ст-ця, ст. Канівська). Бандурист — Жарко Степан Сергійович (1887, ст. Канівська −1943, м. Мариїнськ, Красноярського краю, Росія). Креслення С. Жарка. Металеві деталі станичного токаря Супруна. Подарована в музей 1990 р. сином бандуриста Андрієм Жарком (1902—1997)
12. Бандура 1927. Майстер — Домненко з Полтави. Бандурист — Круча-Луковецький Василь Никифорович (19.12.1901, с. Косоржа, Щигрівського району, Курської губернії. — 13. 04.1983, м. Миколаїв). Передана в дар музею 1987 р. дружиною бандуриста Мацегорою Тетяною Миколаївною.
13. Бандура з Краснодара. «4. 11.1928. Майстер бандур — Крикун Дмитро Романович (2-га пол. XIX ст., Кубань — I пол. XX ст., Франція). Бандурист — Гавриш Іван Степанович (26. 10. 1904, ст-ця Новомінська — 5. 02. 1985, ст-ця Канівська). Бандуру подарувала в музей Гринь Віра Семенівна, 1917 р. н., друга дружина І. Гавриша (ст-ця Канівська, 1988 р.)
14. Бандура 1929 р. Майстер — „Прокіп Михайлович Смолока. Ст. Канівська. 23 січня 1929 р.“ (1908, ст-ця Канівська — 1947, ст-ця Канівська). Бандурист Лазаренко Дмитро Семенович (1908, ст. Канівська — 1987, ст-ця Канівська). Подарована в музей Д. Лазаренком 1980 р.
15. Бандура роботи Скляра Івана Михайловича (12. 02. 1906, м. Миргород — 26. 10. 1970, м. Київ). Сконструйована „1930, м. Миргород, Гончарний провулок, 7“. Бандурист з Севастополя — Наріжний Федір Харитонович. (народ. 20. 02. 1915., с. Улінівка, Полтавської губернії.). Придбана 1976 р. в ялтинського бандуриста Остапа Кіндрачука (1938 р. н.).
16. Одна з бандур П. Носача. Модель 30-х рр. XX ст. Майстер невідомий. Бандурист — Носач Павло Варламович (22.09.1890, с. Бовкун, Київської області — 20.10.1966, м. Київ). Зберігалася в родині Федора Оводенка (1918—1991) в с. Бовкун. Передана в дар музею 1989 р. ялтинською бандуристкою Оксаною Оводенко (1949 р. н.).
17. Бандура „AL. S. KORNIEBSKIJ“ № 120. 7. 03. 1936, 10. 06. 1936.» Майстер — Корнієвський Олександр Самійлович (1889—1988). Бандурист — Хутірний Семен Дмитрович (1905, с. Рогозки, Чернігівської губернії. — 1879, м. Партеніт, Крим). Передала в дар музею 1970 р. дружина бандуриста Анастасія Федорівна Хутірна.
18. Одна з 9-ти діатонічних експериментальних бандур Львівської фабрики щипкових інструментів. Модель 1949 р. Креслення львівського бандуриста Олекси Гасюка (10.01.1922 р. н.). Придбана 1975 р.
19. Бандура фабричного виготовлення. Конструкція київського майстра Тузиченка Володимира Павловича. Бандурист Нирко Олексій Федорович (1926 р. н.). Придбана в музичному магазині Києва 1955 року.
20. Бандура двогрифна №152, м. Корюківка. 60-ті рр. XX ст. Майстер Корнієвський Олександр Самійлович (1889—1988). Бандуристка — Чуб (Польова) Любов Ренатівна (1963 р., нар м. Костянтинівка, Донецької області(Батьки родом з Кубані). (Передана в дар музею 1978 р. Ренатом Польовим (1927 р. н.)
21. Бандура з перемикачами. м. Київ. Майстер й конструктор Тузиченко Володимир Павлович. 1961 г. січень місяць". Передана в дар музею 1997 р. бандуристкою з м. Тетієва Литвин Світланою Максимівною (1944 р. н., с. Переспа, Волинської області).
22. Бандура №2. Модель 1965 р. Майстер — Маковецький Василь Адамович (29.12.1907, с. Ляхівці, нині Житомирської області — 10. 04. 1972, м. Феодосія. Феодосійський бандурист — Кобзар Федір Тимофійович (1891, с. Неклюдово, Курської губернії. — 1967, м. Майкоп, Адигея). Передана в дар музею 1978 р. Юхимом Заславським (м. Феодосія).
23. Бандура №1, клепкова. Модель 1972 р. Майстер — Турчинський Семен Євдокимович (1901 р., с. Вербівка на Поділлі — 1995 р., ст. Азовська). Бандурист — Духновський Олександр Михайлович (1908, с. Сквірка, Київської губернії. — 31.10.1984, ст-ця Сіверська). Передана в дар музею 1995 р. донькою майстра Аллою Понімаш.
24. Бандура №15. Модель 1980 р. Майстер — Турчинський Семен Євдокимович (1901—1995). Бандуристи — учні педагога Марини Коземаслової (1961 р. н.) Школа мистецтв, ст-ця Сіверська. Передана в музей 1991 р. директором школи Іваном Солтовцем.

У фондах музею зберігаються книги та нотні видання кінця XIX – поч. ХХ ст., а також нотні видання:
- Вокальна музика українських композиторів;
- Інструментальна музика українських композиторів;
- Хорові твори українських композиторів;
- Твори для солістів, ансамблів та капел бандуристів.

Інші значні колекції бандур зберігаються в Державному музею Театрального, музичного та кіно-мистецтва України, в Кобзарському музеї в Переяславі, в музеї при Чернігівській музичній фабриці, при Музеї української етнографії в Києві.